# Alexandre-François-Ferdinand-Guislain-Marie de Bryas
Pour les autres membres de la famille, voir Famille de Bryas.
 (juin 2025).

Blason de la famille des comtes de Bryas

Alexandre-François-Ferdinand-Guislain-Marie, comte de Bryas, comte du Saint-Empire, marquis de Molinghem, baron de Morialmé et d'Hernicourt, né le 1er octobre 1781 au château de Morialmé et mort le 30 mai 1828 à Paris, est un militaire et homme politique.

## Biographie
Appartenant à une des plus anciennes familles de l'Artois, Alexandre de Bryas est le fils de Frédéric de Bryas, marquis de Molinghem, baron de Morialmé et d'Hernicourt, premier pair de Liège, grand bailli héréditaire des bois et forêts du Hainaut et grand bailli d'Entre-Sambre-et-Meuse, major dans l'armée autrichienne, et d'Ernestine-Caroline-Marie-Françoise de Croix d'Heuchin, chanoinesse de Denain (sœur de Charles Lidwine Marie de Croix). 
Il suit une éducation soignée, maîtrisant couramment le français, l'allemand et le latin, et parlant le polonais. Suivant la carrière des armes, il devient membre de la Garde d'honneur du Premier Consul en 1802, qu'il accompagne durant la campagne d'Austerlitz. Il est ensuite attaché en tant qu'officier d'ordonnance de Louis Bonaparte, avec le grade de lieutenant.
Il rentra dans l'armée, en 1805, en tant qu'officier d'ordonnance avec le grade de lieutenant. Passé dans la cavalerie, il prend part aux campagnes de Prusse et d'Autriche, est blessé et fait prisonnier à Essling, s'illustre à la bataille de la Moskova et de nouveau blessé à la bataille de Leipzig.
Chef d'escadron commandant du 6e régiment de cuirassiers en 1814, il passe au régiment du Roi Cuirassiers sous la Première Restauration et donne sa démission lors des Cent-Jours. À la Seconde Restauration, il passe au 2e régiment de cuirassiers de la Garde Royale, puis est promu colonel.
Rentré dans ses propriétés, il est élu, le 24 novembre 1827, député du Pas-de-Calais par le collège de département, avec 276 voix sur 278 votants. 
Il épouse Marie-Thérèse d'Hunolstein, fille du général François Léonor d'Hunolstein, petite-fille du général Louis Jean François de Chérisey et nièce du général Philippe Antoine Vogt d'Hunolstein. Il est le père de :
- Gabrielle (1818-1846), épouse d'Hermann, comte d'Hinnisdäl, conseiller général de la Somme
- Charles-Marie (1820-1879), également député du Pas-de-Calais, époux d'Ursule de Vogüé
- Eugénie (1824-1900), épouse de Charles d'Oultremont de Wégimont et de Warfusée (fils d'Émile d'Oultremont)